# Проскауэр, Бернгард
Бернгард Проскауэр (нем. Bernhard Proskauer, 8 января 1851 года в Ратибор, † 24 июля 1915 года в Берлине) — немецкий бактериолог, химик и гигиеник.

## Биография
После изучения химии в Берлинском университете он поступил в имперское управление здравоохранения в 1874 году, а с 1878 года работал там в собственной лаборатории.
В 1880 году он стал сотрудником Роберта Коха в императорском медицинском бюро.
В 1885 году становится начальником отдела во вновь созданном гигиеническом институте Берлинского университета.
В 1890 году был назначен почетным профессором.
С 1891 года работал вместе с Кохом во вновь созданном прусском институте инфекционных болезней, где с 1901 по 1907 год возглавлял химическое отделение.
С 1907 года был начальником берлинского городского следственного управления в коммерческих и гигиенических целях. Он особенно занимался гигиеной питьевой воды и дезинфекцией, а в 1905 году издал энциклопедию гигиены с Ричардом Пфайффером.
Его могила находится на еврейском кладбище в Берлине-Вайсензее.

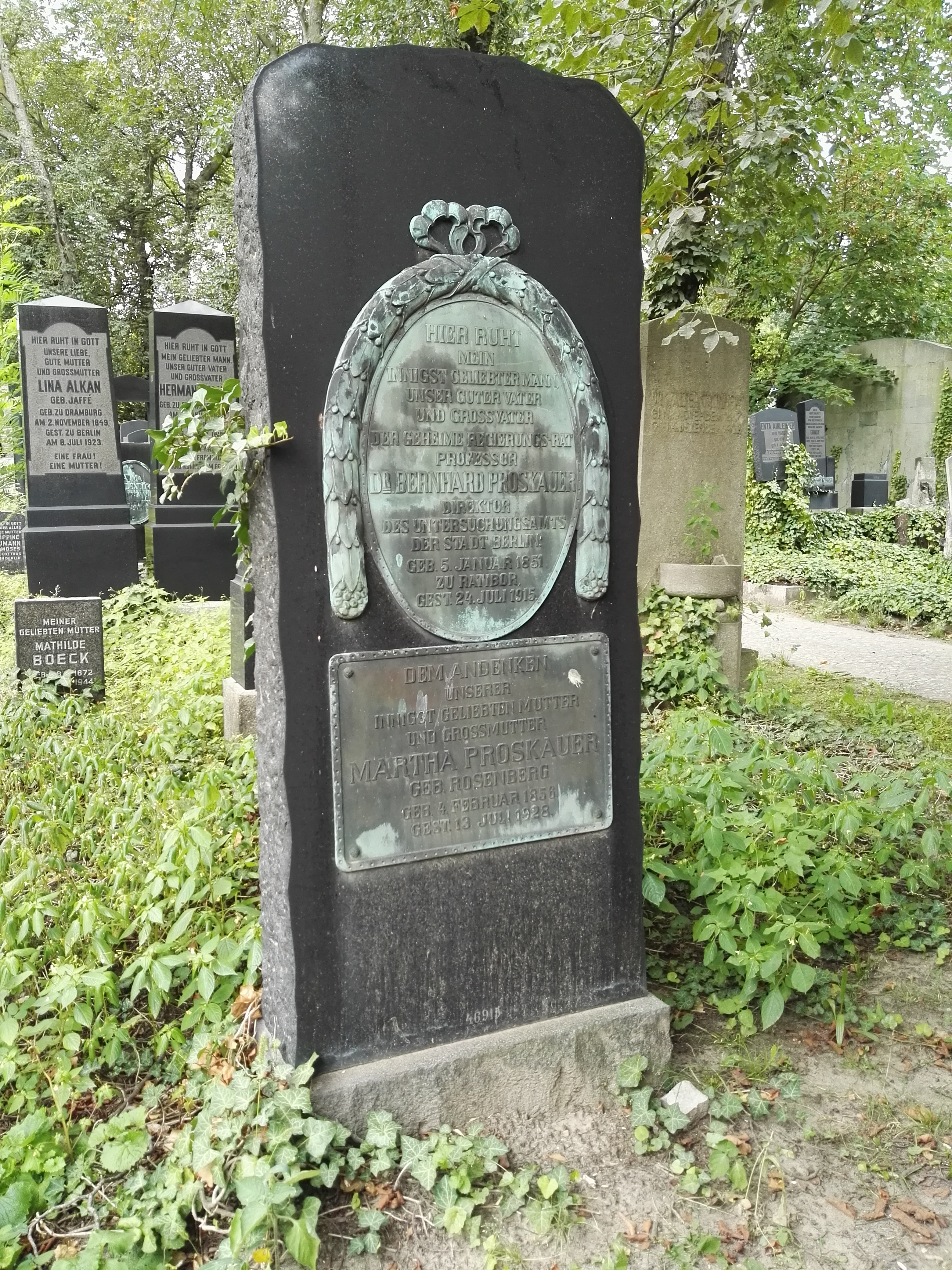
Захоронение.

Архивные материалы о Бернгарде Проскауэре и его семье хранятся в институте Лео Баека в Нью-Йорке.